# Mildred Fay Jefferson
Mildred "Millie" Fay Jefferson (Pittsburg, 6. travnja 1927. - Cambridge, 15. listopada 2010.), američka kirurginja, biologinja i istaknuta pro-life aktivistica, prva crnkinja koja je diplomirala na Harvardskoj Medicinskoj školi.
Rođena je u teksaškom gradiću Pittsburgu kao jedinica u obitelji metodističkog poslužitelja i učiteljice. Već je u ranoj dobi pomažući mjesnom liječniku u obliasku pacijenata stekla zanimanje za liječništvo. Magistrirala je biologiju na Sveučilištu Tuffs te kasnije 1951. diplomirala pri Harvardskoj medicinskoj školi kao prva Afroamerikanka kojoj je to pošlo za rukom.
Postala je i prvom ženom i crnkinjom koja se zaposlila u Bostonskoj gradskoj bolnici. Predavala je i na Bostonskom sveučilišnom medicinskom centru. Kasnije je postala i prvom ženom koja je ušla u članstvo Bostonskog kirurškog društva. Napisala je više stručnih i znanstvenih članaka s područja kirurgije.
Sudjelovala je u osnivanju National Right to Life Committee, čija je bila potpredsjednica i predsjednica. Nakon što je svojim pismima utjecala na američkog predsjednika Ronalda Raegana na promjenu stajališta o pobačaju, Reagan je organizirao susret s njom i predsjedništvom NRLC-a u Bijeloj kući 1981. godine.
Sebe je opisivala kao "linkolnskog Republikanca". Više puta bila je kandidatkinja Republikanaca za senatoricu (1982., 1990. i 1994.), ali niti jedan prijedlog nije bio potvrđen. Osim sudjelovanja u pripremi Reaganove predsjedničke kampanje 1980. u Massachusettsu nije značajnije politički djelovala.
Godine 1985. uručeno joj je Odličje »James Cardinal Gibbons« Američkog katoličkog sveučilišta za zasluge u promicanju kulture života.
Bila je rastavljena i nije imala djece. Umrla je sredinom listopada 2010. u Cambridgeu, a pokopana je u teksaškom Carthageu. Povodom smrti, New York Times joj je posvetio duplericu.